# Igreja do Sagrado Coração de Jesus (Ermesinde)
A Igreja do Sagrado Coração de Jesus, também referida como Igreja do Bom Pastor ou Santuário do Coração de Jesus, é um templo católico dedicado ao culto do Sagrado Coração de Jesus e que se localiza no Largo das Oliveiras, cidade de Ermesinde, município de Valongo, distrito do Porto, em Portugal.

## História

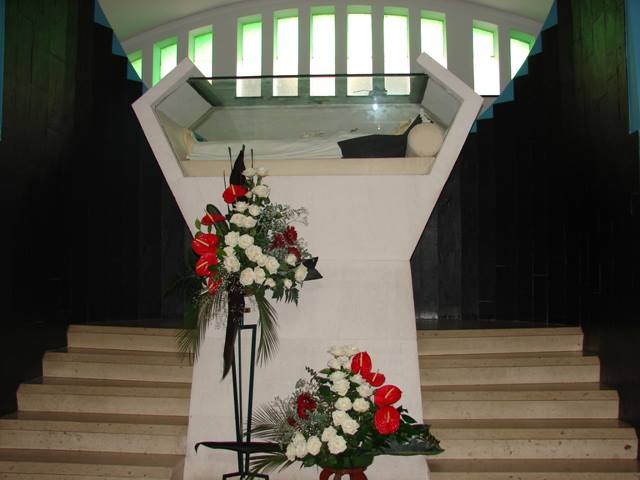
Túmulo-relicário com os restos mortais da Beata Maria do Divino Coração Droste zu Vischering.

Originalmente edificada — e, mais tarde, destruída — na cidade do Porto, esta imponente igreja-santuário foi de novo construída entre 14 de Julho de 1957 e 21 de Abril de 1966, desta vez em Ermesinde, e finalmente consagrada ao Coração de Cristo em cumprimento de um voto da Irmã Maria do Divino Coração, condessa Droste zu Vischering, a religiosa que se tornou bastante conhecida por ter influenciado o Papa Leão XIII a efectuar a consagração do Mundo ao Sagrado Coração de Jesus. Posteriormente, no ano de 1964, esta mesma religiosa da Congregação de Nossa Senhora da Caridade do Bom Pastor e Madre Superiora do Convento do Bom Pastor do Porto foi proclamada Venerável pela Igreja Católica e, depois, beatificada no dia 1 de Novembro de 1975 pelo Papa Paulo VI.
De acordo com os escritos da Irmã Maria do Divino Coração Droste zu Vischering, Jesus revelou-lhe a seguinte promessa em relação a esta igreja:
«Há muito tempo, como sabe, desejo construir no terreno do Bom Pastor uma Igreja. Indecisa sobre a invocação da mesma, rezei e consultei muitas pessoas sem chegar a qualquer conclusão. Na primeira Sexta-feira deste mês, pedi a Nosso Senhor que me iluminasse. Depois da Sagrada Comunhão, Ele disse-me: "— Quero que a Igreja seja consagrada ao Meu Coração. Deves erigir aqui um lugar de reparação; por Minha parte, será um lugar de graças. Distribuirei copiosamente graças a todos os habitantes desta casa [o Convento], os que nela vivem, os que nela viverão, e até às pessoas das suas relações." Depois disse-me que queria esta Igreja, sobretudo, como lugar de reparação pelos sacrilégios e para obter graças para o clero.»
Esta igreja tornou-se, por essa promessa, num importante local de peregrinação por parte dos cristãos que procuram aprofundar a sua devoção ao Sagrado Coração de Jesus por meio da vida, virtudes e obra da Beata Irmã Maria do Divino Coração. Possui, no seu interior, o venerando túmulo-relicário da Bem-aventurada.